# Alfred Bruggmann (Redakteur)
Alfred Bruggmann (* 6. Oktober 1896 in Winterthur; † 8. Juni 1958 in Baden) war ein Schweizer Elektrotechniker, Unternehmensjournalist und Politiker. Er war Mitgründer und Versdichter für die Globi-Bücher.

## Biografie
Nachdem seine Eltern in Dietfurt verstorben waren, wuchs Alfred Bruggmann bei einer Fabrikantenfamilie auf. Er war verheiratet mit Maria Ida Brander aus Hemberg. Ihr gemeinsamer Sohn „Fredi“ Bruggmann war Kabarettist.
Alfred Bruggmann absolvierte das Technikum Winterthur als diplomierter Elektrotechniker und arbeitete bei der BBC in Baden in der Konstruktion und im Verkauf. Dort war er von 1942 bis 1958 Redakteur der Personalzeitung Wir und unser Werk und schrieb die Glossen Bürodiener Zwinkerli. Ab 1938 war er Autor der Verse für die Globi-Kinderbücher.
Von 1945 bis 1958 war Bruggmann katholisch-konservativer Aargauer Grossrat, von 1955 bis 1958 Gemeinderat in Ennetbaden.